# Eugène Benoist
Pour les articles homonymes, voir Benoist.
Eugène Benoist, né le 28 novembre 1831 à Nangis et mort le 23 mai 1887 à Paris, est l’un des plus influents latinistes français du XIXe siècle. Membre de l'Académie des inscriptions et belles-lettres, il a collaboré à la Revue des revues, au Journal des savants, à la Revue de philologie. Sa profonde connaissance de la littérature latine fait de ses traductions des références.

## Biographie

### Jeunesse, études et vie privée
Eugène Louis Benoist grandit dans une famille privilégiée. Son père, notaire à Thomery, est un gros propriétaire. Son grand-père avait été tambour des armées de la République.
Il effectue ses études secondaires au collège de Fontainebleau puis au lycée Charlemagne. Il est reçu 4e à l'École normale supérieure en 1852. Il obtient sa licence de lettres en 1854. Il est reçu 10e à l'agrégation de lettres en 1859,. Il étudie la philologie à l'université de Paris.
Le 25 juin 1862, Benoist soutient ses deux thèses de doctorat ès lettres à la Faculté de Paris. La première, en français, traite de l'historien et homme d’État italien Guichardin.  La deuxième, en latin, est consacrée aux personnages féminins chez Plaute, sous la direction d'Henri Patin.
En 1860, il épouse Elisa, fille de Louis Méry, professeur de littérature étrangère à l'université d'Aix. Ils ont cinq enfants.

### Parcours académique
Il commence sa carrière académique comme professeur adjoint de classe de Cinquième au lycée Thiers à Marseille. Il monte rapidement les échelons en devenant chargé de suppléance en classe de Seconde, puis professeur en 1864.
Il quitte le lycée en 1867, lorsqu'il est nommé chargé de cours de littérature ancienne à l'université de Nancy. Il redescend dans le sud de la France en 1871 pour devenir professeur de littérature étrangère à l'université d'Aix.
Il est suppléant d'Henri Patin à la Faculté des Lettres de Paris de 1873 à 1876 puis il occupe à partir de 1876 la chaire de littérature latine de l’Université de Paris. Il est admis à la retraite en 1887.
Benoist, qui avait consacré sa thèse de doctorat à Plaute, édita deux comédies de cet auteur : La Cassette (1863), Le Cordage (1864). Puis il s'intéressa à Térence, autre grand représentant latin de la nouvelle comédie attique, et publia deux de ses pièces : L'Andrienne et Les Adelphes. Son édition en trois volumes de Virgile (1867-1872) connut à elle seule quatre éditions (la dernière en 1880) : elle passe pour son chef-d’œuvre. Il donna une traduction en vers (partielle) de Catulle en deux tomes (1878) (Prix Jules-Janin 1880 de l’Académie française), un commentaire du 5e livre du De natura rerum de Lucrèce, et un autre commentaire sur les livres 21 à 25 de l’Histoire romaine de Tite-Live. En collaboration avec Henri Goelzer, il publia un dictionnaire unilingue pour le thème latin, le Nouveau Lexique Français-Latin, réédité de multiples fois jusque tard dans le XXe siècle.
Benoist s'est également consacré à la littérature latine de la Renaissance et à l’Histoire ancienne.
Il  meurt le 23 mai 1887 en son domicile dans le 14e arrondissement de Paris, et est inhumé au cimetière du Montparnasse (9e division).

## Œuvres
- E. Benoist. Œuvres de Virgile (3 vol.) - Paris, éd. Hachette (1867)
  - vol. I : Bucoliques et Géorgiques (295 p.)
  - vol. II et III : L'Enéide
- E. Benoist. Plaute. Morceaux choisis, avec une notice sur la vie de Plaute, des remarques sur la prosodie et la métrique, etc. - Paris, éd. Hachette (1871), XXXVI+288 p.
- (en coll. avec Henri Goelzer) Lexique latin-français, rédigé... d'après les dictionnaires les meilleurs et les plus récents, à l'usage des examens du baccalauréat ès lettres. - Paris : Garnier frères, (1884.) 2e éd., XVI-1066 p.

## Décorations
- Chevalier de la Légion d'honneur en 1875[12]